# Hermannia mollis
Hermannia mollis är en kvalsterart som först beskrevs av Hammer 1966.  Hermannia mollis ingår i släktet Hermannia och familjen Hermanniidae. Inga underarter finns listade i Catalogue of Life.